# Heidi Stensmyren
Heidi Stensmyren, född 10 mars 1973 i Drammen i Norge och utbildade sig till läkare vid Würzburgs universitet i Tyskland och flyttade till Sverige 1999, vilket senare har uppmärksammats i hennes forna hemland. 
Stensmyren är specialistläkare i anestesi- och intensivvårdsmedicin och har arbetat vid Sahlgrenska Universitetssjukhuset och Danderyds sjukhus.
Hon har haft en rad leadruppdrag och bland annat varit ordförande för Sveriges Yngre Läkare. Hon var ordförande för Sveriges läkarförbund 2014-2020 men ställde inte upp till omval för att i stället tillträda som president (ordförande) i World Medical Association (WMA)
Stensmyren var 2014 - 2021 ledamot av Statens Beredning för medicinsk och social Utvärdering, SBU. Hon har suttit i styrelsen för Forska!Sverige och varit medlem av regeringens expertgrupp för Life Science. Hon har deltagit som expert i en rad statliga utredningar på hälso- och sjukvårdsområet.   
Heidi Stensmyren var chef för Kvinnohälsa och Hälsoprofessioner inom Karolinska Universitetssjukhuset från januari 2021 till juni 2023 då hon tilträdde som chef för Medical Affairs på Cellcolabs AB. Hon har haft en rad styrelseuppdrag och sitter i dag i styrelsen för Swecare och Försäkringskassan samt i Sophiahemmets fullmäktige.   
2018 rankades hon av Dagens Medicin som den sjätte mäktigaste personen inom svensk sjukvård